# Bicske
Bicske ([ˈbitʃkɛ]) est une ville et une commune du comitat de Fejér en Hongrie.